# معهد باستور (المغرب)
معهد باستور المغرب (ويرمز لها إختصاراً بـ IPM) هو مؤسسة عمومية في المغرب.

## المهام
تتمثل مجالات عمل معهد باستور بالمغرب في:
- تعزيز وتطوير البحث الأساسي والتطبيقي
- المساهمة في الخبرة على أساس تعاقدي، وفي التحاليل البيولوجية والاستشارة لكل فرد أو شركة أو أو إدارة أو أي مؤسسة جهوية أو وطنية أو دولية
- صنع واستيراد وتصدير وتوزيع اللقاحات والأمصال والمواد البيولوجية لأغراض علاجية وتشخيصية
- المساهمة في تدريس التخصصات البيولوجية المتعلقة بهذه الأنشطة

وبالتالي، فإن مجالات الأنشطة التي يقوم بها معهد باستور المغرب تتعلق بالبحث العلمي والتحليلات البيولوجية وخدمات الأمن الغذائي والبيئي وإنتاج المواد البيولوجية.

## تاريخ معهد باستور في المغرب
تعود قصة إنشاء معهد باستور المغرب إلى أكثر من قرن من الزمن. ففي 14 يوليوز 1913، تم الإعلان عن تأسيس معهد باستور بطنجة، بتعاون مع معهد باستور بباريس. لكن بعد إعلان مدينة طنجة سنة 1913 منطقة دولية أصبح إنشاء معهد بالمنطقة الفرنسية يطرح نفسه. لكن لم يتم إنشاء معهد باستور بالدار البيضاء إلا سنة 1929. ولم يبدأ الإشتغال به إلا في عام 1932، بعد أن قدم المخزن مساهمته في الإنشاء.